# 哈日干廷布日德
哈日干廷布日德是位于中国内蒙古自治区呼伦贝尔市新巴尔虎左旗巴音诺尔苏木西部的一个湖泊。其位置约在东经118°28′，北纬48°23′。湖面海拔680米，面积达2.1平方公里。该湖的沉积物主要为芒硝和天然碱。湖水PH值为9.1，总盐量达14.325克/升。哈日干廷布日德在蒙古语中的意思是绿洲金鸡儿。